# Stenoptilodes littoralis
Stenoptilodes littoralis là một loài bướm đêm thuộc họ Pterophoridae. Nó là loài duy nhất được tìm thấy ở Kauai, Oahu, Molokai và Hawaii, nhưng được du nhập vào Hawaii.
Đây là một loài phong phú cao. Ấu trùng của ssp. littoralis được ghi nhận trên Geranium cariolinianum australe, while ssp. rhynchophora ăn các loài Vaccinium, bao gồm Vaccinium penduliflorurn, Vaccinium reticulatum và Vaccinium calycinum.

## Phụ loài
- Stenoptilodes littoralis littoralis (Kauai, Oahu, Molokai, Hawaii)
- Stenoptilodes littoralis rhynchophora (Meyrick, 1888) (Kauai, Oahu, Molokai, Maui, Hawaii)